# マイロ・マーフィーの法則
「マイロ・マーフィーの法則」（マイロ・マーフィーのほうそく、原題：Milo Murphy's Law）はディズニーXDで放映されるアメリカのテレビアニメ。日本ではディズニー・チャンネル及びDlifeで放映。

## 概要
脚本・監督は『フィニアスとファーブ』を手がけたダン・ポベンマイヤーとジェフ・“スワンピー”・マーシュ。そのため『フィニアスとファーブ』と世界観が共通しており（例えば『フィニアスとファーブ』の舞台だった「ダンヴィル」が本作でも舞台となっている）、第22話はフィニアスとファーブ本人たちが登場するコラボエピソードとなっている。アメリカでは、2016年10月3日からレギュラー放送開始。日本では、2017年2月13日から2月17日までDlifeにて先行放送した後、4月16日にディズニー・チャンネルにてレギュラー放送が開始。Dlifeでも2019年2月10日から本放送を開始した。
ポベンマイヤーとマーシュは、『フィニアスとファーブ』同様、声優としても参加している。また、2人が演じるキャラクターの日本語吹き替えは『フィニアスとファーブ』同様、ポベンマイヤーが担当するキャラ（ダコタ）は多田野曜平で、マーシュの担当キャラ（キャベンディッシュ）は西村知道となっている。
メインキャラクターのメリッサ役にはサブリナ・カーペンターが起用されている。日本語吹き替えは、『ガール・ミーツ・ワールド』や『ベビーシッター・アドベンチャー』でサブリナを担当した丸山有香が起用されている。
他にも『フィニアスとファーブ』と共通のキャストが起用されている。主に、マイロの同級生・ブラッドリーには『フィニアスとファーブ』の主人公フィニアス役のヴィンセント・マーテラ、マイロの姉・サラのボーイフレンド、ニールの役にはフィニアスの友達バルジート役のモーリク・パンチョリーなど。ただし、ブラッドリー、ニールなどは原語版のみ共通で、日本語吹き替えではそれぞれ違う声優となっている。

アメリカではディズニーXDにて放映しているため、シーズン1では冒頭に「Disney XD Original」というクレジット表示がされていたが、シーズン2第1話（第22話）「フィニアスとファーブ現象」から廃止されている。

## あらすじ
主人公であるマイロ・マーフィーは「マーフィーの法則」で知られるマーフィーの子孫であり、彼の周りでは信じられないトラブルが起こる。
しかし、マイロにとっては想定内の出来事。どんなハプニングもメリッサとザックと一緒に乗り越えていく。

## 登場人物

### レギュラー
マイロ・マーフィー（Milo Murphy）
声 - アル・ヤンコビック / 小松史法
主人公の男の子。12歳(4話aパート以降13歳)。マーフィーの法則のマーフィー氏の子孫で、楽観的な性格でモットーは「思いっきり楽しまなきゃ損」。彼の周辺では必ずありえないトラブルが発生するが、バックパックの道具でトラブルを楽しい冒険に変えてしまう。病気になると、マーフィーの法則は弱まるらしい。アコーディオンが弾ける。ミドルネームはDanger（ダンジェー）。本人によると「ダンジェー」はおばあちゃんの旧姓。フルネームは「マイロ・ダンジェー・マーフィー」（Milo Danger Murphy ）。
SFドラマ『ドクター・ゾーン』シリーズの大ファンである。同じベストを30枚持っているらしい。
『行方不明のマイロ』では、なぜか1965年製作のドクター・ゾーン・ファイルの消えたエピソード（見つけたエピソード）に出演していた事が発覚。19話「未来を守れ！」では1965年からキャベンディッシュとダコタからの着信もあり、実際にそこへ飛ぶと、子役の代理でドラマに出演した。そしてその後、生き残ったピスタチオンの騒動に巻き込まれ、現在に戻り22話でフィニアスとファーブたちと出会い、協力してピスタチオンを倒した。
メリッサ・チェイス（Melissa Chase）
声 - サブリナ・カーペンター / 丸山有香
クールでさっぱりした性格の女の子で、マイロの親友で良き理解者。しっかり者で面倒見が良い。トラブルを楽しみながら切り抜けるマイロを信頼している。
苦手なものはジェットコースター。理由は科学の課題が終わった後、空からフィニアスとファーブのジェットコースターが落ちて台無しにされたため。
38話aパートでは、マイロと初めて出会った小学校の初登校日が描かれている。マイロから「親友」になりたいと言われるも、「いろいろな冒険をしてから」だと断る。知り合ったばかりで、ハプニングを引き起こす彼を見てはじめは少し敬遠していた。スクールバスで案の定マーフィーの法則が発生、一緒に危機を乗り越えたことから彼と親友になる。
ザック・アンダーウッド（Zack Underwood）
声 - メカイ・カーティス / 阪口周平
マイロ達の学校の転入生。怖がりで慎重な性格。閉所恐怖症でコヨーテと魚が苦手。特に魚だけはパニックで逃げ出すほどのレベル。1話Aパートでマイロと共にトラブルに巻き込まれて戸惑ったが、平凡な日常よりも刺激的な毎日を楽しまなきゃと言うマイロに賛同して行動を共にするようになる。実は「ランバーザックス」というボーイ・バンドの一員だったが、脱退している。10話aパートでメンバーの４人と再会したが、彼らはバンド名を「ランバーマックス」に変えていた。
7話aパートからバンドを組んでおり、メンバーはマイロ、ザック、メリッサ、モートの４人でバンド名は「できたてホヤホヤ」。このバンド名は最初は仮名で、「ちゃんと付けなきゃ」と言っていたが、28話bパートで正式に「できたてホヤホヤ」に決定した。
19話では、過去が変わったせいでピスタチオン騒動に巻き込まれ、メリッサやサラと共に捕られてしまい、同じ檻に居た『フィニアスとファーブ』のキャラクター、ビューフォードとバルジートと出会う。バルジートは「ランバーザックス」のファンだったが、彼をはじめビューフォードからもメリッサと恋人同士だと勘違いされていた。
ディーオージー（Diogee）
声 - ディー・ブラッドリー・ベイカー
マーフィー家の愛犬で、マイロのことが大好き。マイロの行く先々に現れては「うちに帰れ」と言われている。稀にコスプレして登場する。いたずら好きでよくマイロ達を困らせるが、事態の収束に一役買う事もある。フルネームは「ディーオージー・エクスマキナ・マーフィー」(Diogee Ex Machina Murphy)。
ある夏の日に、うっかりエージェントの帽子をかぶってしまい、エージェントＧとしてドゥーフェンシュマーツ博士と戦う任務に送られてしまったこともある。
バルサザール・Ｔ・キャベンディッシュ（Balthazar T. Cavendish）
声 - ジェフ・“スワンピー”・マーシュ / 西村知道
３話aパート初登場。ダコタと共に2175年の未来からやってきた、タイム・トラベル局のエージェント。司令官であるミスター・ブロックの好物・ピスタチオを守る任務のため、マイロ達の住む町に潜伏する老紳士。そのためピスタチオの販売員に扮している事が多い。
タイムマシンの発明者・タイム教授の大ファン。ドジなため実は何度も命を落としているが、ダコタにより救われている。
マイロの異常体質に何度も任務を妨害されるため、彼を敵対組織のエージェントではないかと疑っていたが、『行方不明のマイロ』のピスタチオンとの一件で、マイロの誤解は晴れる。
15話bパートで、ピスタチオを守るとピスタチオンにまた未来が征服されるのを心配し、ダコタとともにピスタチオの任務をサボったのでミスター・ブロックにピスタチオの任務から降ろされ、ルネサンス時代のトイレ掃除に任命された。
19話ではピスタチオンの騒動に巻き込まれ、マイロたちと共にタイム教授の元へ。
23話aパートでは、時間軸を操作したことにより罰せられ、永久にタイムトラベルを禁止されてしまうが、24話aパートにてミスター・ブロックのひいひいひいひいおじいさん（名前はボブ・ブロック）から新たな仕事（清掃作業員）をもらった。清掃作業中しばしばエイリアンや謎の物体を目撃するも、ボブに見せようとすると消えたりすりかわったりして証拠を見せられずにいる。ボブによるとエイリアンを実際に目撃したのを報告すると昇格できるが、説明をしても信じてもらえない。
33話では、ボブが自分たちに普通の人間のごみを掃除させられていたこと知ると同時に、エイリアンが人を誘拐する瞬間を目撃する。ダコタは見逃して待ったため誰にも信じてもらえず、自分でエイリアンと戦うことえを決める。会社の武器庫から武器を盗み出してしまうが、盗み出したことがばれ、「ならず者になると決めた」と言いダコタを置いて一人旅立ってしまう。その後、墜落したオクタリアンたちの宇宙船を発見する。今度こそ信じてもらおうと世間に公表しようとするも、なぜか毎回失敗してしまう。ある時、宇宙船の中で偶然見つけた部屋で、オクタリアンたちがマイロを狙っていることを知ってしまうが、警備システムが起動し、氷の中に閉じ込められてしまった。
40話aパートでは、ドゥーフェンシュマーツ博士、ダコタの活躍により氷の中から救出される。
ヴィニー・ダコタ（Vinnie Dakota）
声 - ダン・ポベンマイヤー / 多田野曜平
３話aパート初登場。キャベンディッシュの相棒で、70年代のディスコ・ファッションに身を包んだのん気で気怠げな男。ドジなキャベンディッシュが命を落とすたびにタイムトラベルをし悲劇を防いでいるが、同じ時間軸に自分が２人以上いるとまずいので、古い時間の自分を「ダコタ島」に島送りにしている。その島にはかつてキャベンディッシュを助けてきたダコタしかおらず、その島の事も彼らしか知らなかったが22話でキャベンディッシュに真実を告白した。その後、ダコタ島のダコタ達はドゥーフェンシュマーツ達に協力して軍隊となりピスタチオンと戦った。
タイムトラベル局をミスター・ブロックによりクビにされた後は、彼の先祖であるボブに、エイリアンが捨てたごみの回収をキャベンディッシュと共にやらされている。36話aパートからは、いなくなったキャベンディッシュをドゥーフェンシュマーツ博士と共に探すことを決めた。

### マーフィー家
サラ・マーフィー（Sara Murphy）
声 - ケイト・ミクーチ / 阿澄佳奈
マイロの姉。ドクター・ゾーンファイルの大ファンで、ファン仲間といつもチャットしている。
マーティン・マーフィー（Martin Murphy）
声 - デイドリヒ・バーダー / 祐仙勇
マイロの父親。職業は町の安全検査官。マイロのように「マーフィーの法則」の運命のもとに生まれた。そのためマイロ同様、いつもハプニングが発生する。
ブリジット・マーフィー（Brigette Murphy）
声 - パメラ・アドロン / 友永朱音
マイロの母親で、職業は建築家。物事がうまく進まないマーフィー家を、おおらかな気持ちで優しく見守っている。19話や22話では、マーティンやサラと一緒にピスタチオンに捕えられていて、出口が開いた際にザックたちと共に逃げようとするも、サラ、マーティンと一緒にピスタチオンに捕まってしまった。

### サブキャラクター
オートン・モールソン（Orton Mahlson）/ドクター・ゾーン（Doctor Zone)
声 - ジェマイン・クレメント / 祐仙勇
ドクター・ゾーンは、「ドクター・ゾーン・ファイル」の主人公で、タイムトラベラーという設定。ピスタチオが好き。タイムトラベルするうちに、時間の渦に飲み込まれ、もう一人のタイムトラベラー・タイム・エイプと出会う。オートンは、ドクター・ゾーン・ファイルの原作者で、作中でドクターゾーンを演じていた。現代ではすでに引退し、自宅にこもっている。13話では、消えたマイロと1965年の消えたエピソードの謎を聞きに来たメリッサたちにドクターゾーンとタイムエイプはキャベンディッシュとダコタからインスピレーションを得たと話す。マイロの事を知っていて、マイロが50年前の1965年に書き、「誰かがきっと自分を探しに来る」と言い託された手紙を、彼らに渡す。19話では、1965年の若い姿で登場する。作品の案が浮かばず、過去からやってきたマイロたちから「ドクター・ゾーン・ファイル」のインスピレーションを得る。ピスタチオンの騒動に巻き込まれ、マイロたちと行動を共にする。22話では、ドゥーフェンシュマーツ、キャベンディッシュ、ダコタ、エージェントPと共にピスタチオンを倒すために1965年にタイムトラベルする。タイムマシンの故障で無人島に不時着した際に、「未来で成功する」という事実に対してプレッシャーを感じることをドゥーフェンシュマーツと共感する。ラストでは、未来から来たタイム教授（ドゥーフェンシュマーツ）と共に1955年にタイムトラベル。この時、マイロから手紙を預かり、ピスタチオン・デレクをオレンジソーダで倒し、未来を救った。
タイム・エイプ（Time Ape）
「ドクター・ゾーン・ファイル」で、ドクター・ゾーンの相棒。実はゾーンと兄弟だったという設定。自分たちの住む星が収縮するときに、脱出ロケットに乗れなかったため、収縮した時に複雑すぎる見た目になってしまった。その複雑な姿を見たものは頭が爆発してしまうため、現在は頭が時計の猿のような姿（元の姿）になっている。
ハインツ・ドゥーフェンシュマーツ博士/タイム教授（Dr. Heinz Doofenshmirtz/Professor Time）
声 - ダン・ポベンマイヤー / 多田野曜平
「フィニアスとファーブ」の登場人物。フィニアスとファーブのキャラクターを参照。第19話にて、はじめてタイムマシンを作った偉大な発明家・タイム教授として登場。キャベンディッシュ曰く「有名な発明家で、とにかく発想が素晴らしい」、ダコタ曰く「レジェンド」、「何度も失敗を重ねてきて、それと似た名言を残している」。22話でマイロたちと出会い、タイムマシンを開発する。無人島で不時着した際、環境を破壊するオレンジソーダでピスタチオンを倒せることを発見し、実際にオレンジソーダを武器にしてピスタチオンと戦う。22話ラストで、マーフィーの法則により自身のマンションが倒壊してしまう。そのためマイロに「君ん家に泊めてくれないか」と頼んでおり、以降マーフィー家に居候している。主にマイロの家の裏庭の小屋に住み、そこを拠点としている。シーズン２ではレギュラーキャラとなり、ほぼ毎回登場。30話bパートで、宿敵で相棒のカモノハシ・ペリーと一緒に「助っ人ドゥーフ」として街を守るヒーロー活動をしようとするも、自身の作ったお助けマシンはどれも街に危害を加えてしまっていた。ペリーは、彼の見ていないところでマシンを壊し続けていたが、ついにペリーが自分の子守で稼いでいたと気づき、「傷ついた」と言って解散してしまった。その後も、34話bパートでペリーと再会するも、「こっちはまだ怒ってる」と言ったり、35話aパートで彼から手紙をもらった時も「電話くらいよこすべきだ」と言ったりするなど、（そこまで深刻ではないが）本気で解散してしまった様子。
40話bパートでペリーと再会した際、ペリーが自分との付き合いを大切にしていて、稼いだ賃金もタイム教授の資金にしていたことに気付き、彼と仲直りする。
また、「フィニアスとファーブ」最終話でタイムマシンを作ったかのような台詞も確認できる。

エリオット・デッカー（Elliot Decker）
声 - クリスチャン・スレーター / 陣谷遥
3話bパート初登場。19歳。街の安全を守ることに情熱を注ぐ、自称「安全対策委員長」（実際は交通指導ボランティア）。表面に「STOP」、裏面に「MILO」と書かれていて、ボタンを押すと回転する赤い標識を持ち歩いている。サラの高校の同窓生。ハプニングを起こしては街の秩序を乱すマイロを要注意人物として、彼の行く手を阻もうとする（マイロはエリオットを友達だと言っている）。14話bパートでは、学校の安全管理官候補者に任命されてマーフィーの法則を回避しようとしたが、正式採用には至らなかった。唯一の収入源は犬の散歩のアルバイトで、苦手な生物はアヒル。
17話aパートでは、マイロに「お前が存在しなければ災難なんて起こらない」と暴言を吐いたため、メリッサたちに非難される。その翌日、マイロのいない世界を体験。最初は歓喜していたが、最終的には自分の存在する意味を失いかけたので、元に戻った後マイロに「もうお前に消えてほしいなんて思わないよ。二度とな」と喜びの表情を浮かべて言った。
アマンダ・ロペス（Amanda Lopez）
声 - クリッシー・フィット / 友永朱音
マイロの同級生で、マイロが想いを寄せる女の子。紫色の髪とピンク色の服装が特徴。全て計画通りに物事を運ぶことが大事で、計画以外のことが起きるとパニックになる完璧主義者。
モート（Mort Schaeffer）
声 - グレッグ・サイプス / 祐仙勇
マイロたちの友達。マイロたちのバンド「できたてホヤホヤ」のドラム担当。アメフトもやっている。緊張するとしゃっくりが出やすい。
ブラッドリー・ニコルソン（Bradley Nicholson）
声 - ヴィンセント・マーテラ / 白石兼斗
マイロの同級生で、マイロと正反対の超悲観主義者。マイロがみんなの注目を集め、そしてメリッサと仲良くしていることに対抗意識を燃やしている。
22話でデレクのマシンによりピスタチオンに変えられるが、マイロやタイム教授の活躍で人間に戻る。だがその後も右腕のみが元に戻らず、ツタのような植物になってしまっている。

サヴァンナとブリック（Savannah and Brick）
声 - ミン・ナ / （サヴァンナ）ブレット・ダルトン / 裕仙勇（ブリック）
キャベンディッシュとダコタと同じタイム・トラベル局のエージェントだが、彼らよりもハイテクな装備（リムジンのタイムビークルや、年齢逆行装置など）をもらっていたり、重大な任務（本人たち曰く、一流の任務）を行っている。
17話bパートではキャベンディッシュやダコタに代わりピスタチオの任務を行った。
ミスター・ブロック（Mr.Block）
声 - マーク・ハミル /
8話bパート初登場。キャベンディッシュやサヴァンナたちのボス。ピスタチオが好物。彼の時代ではピスタチオがなぜかなくなっているのでキャベンディッシュとダコタを過去へ送りピスタチオを守らせているが、彼らはほとんどいつも失敗している。「行方不明のマイロ」ではピスタチオンに捕えられ、とキャベンディッシュとダコタ達に救われたにもかかわらず、ピスタチオンが存在していた事実がなくなっていたため、彼らの話を信じなかった。22話でのピスタチオンの一件を知り、時空連続体を操作した罪でキャベンディッシュ達をクビにしてしまう。
スコット（Scot）
声 - スコット・ピーターソン/祐仙勇
1話Bパート初登場。地中ワールドに住んでいる男性。12話では、ブリックとサヴァンナから逃げるザックたちを助けた。「ミルドレッド」と名付けた牛乳パックを恋人のように大事にしている。

ヴェロニカ（Veronica）
声 - ダニカ・マッケラー / 大津愛理
7話aパート初登場。マイロの最後のベビーシッター。「最後の」の意味は、「最後まで残った」。今は英国風ピザという店で働いている。マイロによると「ずば抜けて賢くて機転がきく」。
マイロのバックパックの持ち主で、それをマイロに渡していたらしい。ランバーザックスのファン。
トバイアス・トロールハンマー（Tobias Trollhammer）
声- ピーター・ストーメア /
マイロの大好きな映画「オキアミ・ハンター」シリーズで主役をやっている俳優。14話aパート初登場。1965年では、ドクター・ゾーン・ファイルで子役をやっていた。
ヴィクター・ヴァーリーザー（Victor Verliezer）
声 - ジョエル・マクヘイル/祐仙勇
15話aパート初登場。Vテック社の社長。C.I.D.Dの発明を自分の手柄にしようとしていたが、客を「騙されやすい羊」「思い通りに操れる間抜けな操り人形のようなもの」と発言したことが原因で、株主の怒りを買った挙句株の大暴落により会社が倒産した。28話aパートでは、メリッサの曾おばあちゃん、アビゲールの造った街の古時計を解体し、Vテック社の時計を建設しようとしていたがマイロ達が時計を修理したことで計画は失敗に終わった。
シド（C.I.D.D）
15話aパートに登場。Vテック社が造った（実際は、クライドが造った）優秀な家庭用ロボット。クライドを探して暴走した。
クライド・リッケンバッカー（Clyde Rickenbacker）
声 - バリー・ボストウィック/
15話aパート登場。シドを造った張本人で、シドにとっての「ゼロ・ゼロ」(原点)。ヴィクタ―と組んで開発をしていたが、ヴィクタ―がビジネス、クライドがシドの制作をしていた（ザックによると決別しており、ニュースにもなったという）。

ニール（Neal）
声 - モーリク・パンチョリー/陣谷遥
マンガショップで働く青年。18話aパートで初登場、サラとデートした。マイロ等からは「マンガショップのニール」と呼ばれている。
カモノハシキャベンディッシュ（Cavenpuss）
声 - ジェフ・”スワンピー”・マーシュ / 西村知道
40話aパート初登場。キャベンディッシュの頭に、カモノハシの体をした、周囲から「みっともない」と言われっぱなしの生物。キャベンディッシュの行方を知るために彼の遺伝子をもとにドゥーフェンシュマーツ博士が造り出した。キャベンディッシュと同じ考え方をするようになっていたが、本物の彼がどこに行ったかまではわからないとのこと。

### ピスタチオン
本作のディズニー・ヴィランズ。もともとは小さなピスタチオの苗木で、キャベンディッシュとダコタはそれを守る任務をしていた。いつもと同じくキャベンディッシュがうっかり踏み潰してしまい任務は失敗に終わったが、その後、マイロの科学の授業で起こったマーフィーの法則で、キャベンディッシュたちが未来から持ってきたピスタチオ用の究極の肥料がその苗木に取り込まれ、やがて根をはがし自我を持つ怪物になった。

キング・ピスタチオン（King Pistachion）
声 - リス・ダービー /
「行方不明のマイロ」に登場。2175年の未来の世界でたくさんのピスタチオンを従え国の支配者になっていが、マイロ、キャベンディッシュ、ダコタたちとのタイムマシンでのカーチェイスの末、事実を知ったザック、メリッサ、サラと現代に戻ってきたマイロたちのチームプレーとディーオージーの活躍で消滅した。また、22話でデレクの回想の中でも登場している。
デレク（Derek）
声 - ディー・ブラッドリー・ベイカー(19話)→ジェフ・ベネット(22話) /
キング・ピスタチオンの息子の一人。「行方不明のマイロ」初登場。マイロ達のタイムトラベル中にタイムビークルの屋根の上に潜みマイロを襲ったが、ダコタに時計の入った袋で殴られ、屋根から落ちてしまった。そのエピソードのラストシーンで、時空のトンネルから1955年に飛ばされた。19話では再登場。1965年で、「ドクター・ゾーンの収益を横取りし人間のゴムマスクをつくりピスタチオンにかぶせて人間に成りすます作戦」を実行していた。そのせいで未来が変わってしまい、彼らによる世界征服が進行してしまった。22話で、人間をピスタチオンに変える装置「M.U.L.C.H」（実際はM.U.L.C.H.T.P）とたくさんの手下たちを使い現代のダンヴィルの街を支配するが、マイロやフィニアスとファーブ、ドゥーフェンシュマーツ博士、オートンたちにより妨害され、未来のドゥーフェンシュマーツ（タイム教授）と、オートンにより過去の自分が消されたため、最終的に計画は失敗、手下のピスタチオンと共に完全に消滅した。

### オクタリアン
オクタリア星から来たタコのような見た目のエイリアン。28話bパートで初登場。
触ったものの遺伝子の分子構造をコピーして、息を止めればそれに変身できる能力を持つ。
なんらかの目的でマイロを狙っていた。33話では、ついにマイロを誘拐する。マイロのことを「食べる」「おいしい」などと言っていたが、それはマーフィーの法則による翻訳機の誤作動で、実は「自分たちの最後の希望」とし、マイロに協力を求めていた。彼とは和解したが、案の定マーフィーの法則で宇宙船が故障し、脱出ポッドで外へ出て行方不明になってしまったので、マイロを誘拐した目的は不明のままだった。
40話bパートで、宇宙艦隊を大量に引き連れ、再びマイロ達の前に現れる。ザック、メリッサ、ペリーなどが奮闘するも、マイロは宇宙船の中へ吸い込まれてしまう。
41話では、ついに目的が明らかになる。オクタリア星では、巨大なマイナスの確率イオンが暴走し、星を破壊していた。その原因は、司令官の娘・オーガルースがマイロと同じくマイナスの確率を引き寄せる特異体質で、そのイオンが徐々に膨張していったからであった。そのために、マイナスの確率を上手に避けられるマイロの助けを求めていた。
最終的には、ひとりひとりがオーガルースに変身し、イオンを分散したことで星は守られた。

司令官（Alien Commander）
声 - ジョアンナ・ハウスマン / 大津愛理
地球へやって来たオクタリアンの宇宙船の司令官。性別は女性。
ローブとコーン（Loab and khone）
声 - ジョン・ロス・ボウイ / 祐仙勇(ローブ)  セドリック・ヤーブロー(コーン)
司令官が送り込んだ、スパイ。マイロのDNAを採取するためにマイロの家に送り込まれるが、ディーオージーに撃退された。
オーガルース（Orgaluth）
声 - オデッサ・アドロン / 阿澄佳奈
司令官の娘。地球ではひとりひとりが常にマイナスの確率イオンを持っていて、まれに(マイロのような)大量のイオンを受ける人が居るくらいだが、オクタリア星では彼女ひとりに星全てのマイナスの確率イオンが集中していたため、イオンが暴走して町を破壊していた(本人に悪気はない様子)。

### 「フィニアスとファーブ」からのゲスト出演
22話をはじめ、シーズン２から「フィニアスとファーブ」の登場人物がドゥーフェンシュマーツ博士以外にも、たびたびゲスト出演している。ここでは、各キャラクターの本作の情報のみを記述しているので、詳細は「フィニアスとファーブのキャラクター」を参照。

フィニアス・フリン（Phineas Flynn）
声 - ヴィンセント・マーテラ / 宮田幸季
22話「フィニアスとファーブ現象」に登場。’’プラスの確率’’であるフィニアスとファーブ現象で’’マイナスの確率’’のマーフィーの法則を挟んで法則を狙った場所に撃てる「マーフィーの法則スーツ」でピスタチオンと戦った。
ファーブ・フレッチャー（Ferb Fletcher）
声 - デイビッド・エリゴ・ジュニア / 増田裕生
22話に登場。フィニアスの義理の兄弟。フィニアスやマイロと共に「マーフィーの法則スーツ」を開発し、ピスタチオンと戦った。
「フィニアスとファーブ」本編での原語版声優はトーマス・サングスターだったが、本作では変更となっている。
キャンディス・ガートルード・フリン（Candace Gertrude Flynn）
声 - アシュレイ・ティスデイル / 永田亮子
22話に登場。災難のもととなるマイロを一度仲間から除外しようとするが、マーフィーの法則が役に立つことに気付き「やっぱりあなたが必要」と言い計画を手伝った。メリッサやザックに「首が長い」と言われピスタチオンだと怪しまれていた。
バルジート・ヂジンダー（Baljeet Tjinder）
声 - モーリク・パンチョリー / 根本圭子
22話に登場。メリッサ、ザックと同じ檻に入れられていたが、彼らとビューフォードと一緒に脱走する。マイロとフィニアスとファーブの確率イオンを解析した。また、「ランバーザックス」のファンで、「僕のハートは倒れちゃう」のCDをいつも持ち歩いているとのこと。
ビューフォード・ヴァン・ストム（Buford Van Stomm）
声 - ボビー・ゲイラー / 杉山紀彰
22話登場。バルジートと共にピスタチオンに捕えられていたが、脱獄に成功。ザックとメリッサを、恋人同士だとからかっていた。
イザベラ・ガルシア＝シャピロ（Isabella Garcia-Shapiro）
声 - アリソン・ストーナー / 河原木志穂
22話で、捕えられたマイロたちをファイヤーサイド・ガールズ(ガールスカウト)のチームと共に助けに来た。
カモノハシペリー/エージェントP（Perry the Platypus/Agent P)
声 - ディー・ブラッドリー・ベイカー
22話初登場。カモノハシの凄腕エージェント。タイムマシンを動かすために時計を家に取りに行ったマイロに協力した。その後は、28話aパートや30話bパート、34話bパートにも登場。ドゥーフェンシュマーツ博士の元宿敵で、相棒。
40話bパートから41話にも登場し、オクタリア星でマイナスの確率イオンと戦うマイロ達に協力した。
フランシス・モノグラム少佐（Major Francis Monogram）
声 - ジェフ・”スワンピー”・マーシュ / 西村知道
22話初登場。ペリーに指令を出す司令官のため、ほとんど彼が登場するエピソードに登場しているが、24話bパートでは、ペリーが休暇中のため穴埋めに入るはずだった「エージェントG」の帽子を誤ってかぶってしまったディーオージーをドゥーフェンシュマーツ博士の任務に送ったことも。
カール（Carl Karl）
声 - タイラー・アレクサンダー・マン / 相馬幸人
24話bパート初登場。O.W.C.A(「オウカ」、ペリーの所属するアニマル・エージェントの組織)の見習い実習生。28話aパート、34話bパートにも登場している。
ジェレミー・ジョンソン（Jeremy Johnson）
声 - ミッチェル・ムッソ / 手塚祐介
28話bパートに登場。「スラッシードッグ」という店でアルバイトをしている青年。店のごみ箱の近くに、エイリアンが落としたとされる記憶消去装置があることに気付き、キャベンディッシュとダコタに破棄を依頼する(ただし、「スラッシードッグ」のドライブスルーのインターホンで声のみの出演)。
ノーム（Norm）
声 - ジョン・ヴィーナー / 武虎
34話aパートに登場。ドゥーフェンシュマーツ博士のつくったロボット。マンションの倒壊時に頭しか残らなかったらしい。マイロたちのことを「この人たちは誰ですか？」と聞いた際博士に「これは別のシリーズ」と言われた。
ラブ・ハンドル（Love Händel）
ロックバンド。メンバーはボーカルのダニー、ベースのボビー・ファビュラス、ドラムのスワンピー・シャーマンの3人。34話aパートに登場。
ヴァネッサ・ドゥーフェンシュマーツ（Vanessa Doofenshmirtz）
声 - オリヴィア・オルソン / 高梁碧
35話aパートに登場。ドゥーフェンシュマーツ博士の娘。博士に「冒険仲間を探したら？」とアドバイスした。

## 用語
タイムビークル（Time Vehicle）
キャベンディッシュ達がタイムトラベルする上で必要な車。燃料は「タイムジュース」と呼ばれる成分。ブリックとサヴァンナの車はリムジンだが、キャベンディッシュ、ダコタの車はオンボロな車(理由は、以前新しいものをもらった時第二の月を爆破してしまったから)。
時空のトンネル（Time Stream）
タイムマシンやタイムビークルが通る、時間の道路のような場所。ここには普段時計が流れているが、これはダコタがばらまいたもの。また、タイムビークルの燃料が切れると、永遠に出られなくなるらしい。
ダンヴィル（Danville）
物語の舞台の、マイロ達が住む街。3つの州のジェファーソン郡に所属する。「フィニアスとファーブ」でもこの街が舞台となっているが、彼らは反対側に住んでいるとのこと。ダンヴィルは制作者ダン・ポベンマイヤーの名前から、ジェファーソン郡は製作者ジェフ・“スワンピー”・マーシュの名前から。
マーフィー家
マイロたちマーフィー一家が住む家。裏庭には、ツリーハウスと、小屋がある。小屋はシーズン２からドゥーフェンシュマーツ博士の部屋になっている。
ジェファーソン・G・カウンティ中学校（Jefferson County Middle School）
マイロやザックやメリッサたちが通っている中学校。校長はエリザベス・ミルダー(Elizabeth Milder)。
学力とスポーツの対抗戦を混合した「アスレデカマサロン」という競技や、最新の機材が買えないため、授業で使う映像機器はゾートロープのみという決まりが存在するといった少し変わった部分もある。
ラード・ワールド（Lard World）
ラードを使ったアトラクションが人気のテーマパーク。ジェットコースターなどがある。22話では、ピスタチオンの基地になっていたが、事件解決と共に元に戻った。「ラーディーボーイ(Lardee Boy)」という、マイロ曰く「キモカワ」マスコットキャラクターが存在する。

## スタッフ
- 原案・監督 - ダン・ポベンマイヤー、ジェフ・“スワンピー”・マーシュ
- プロデューサー - ロバート・F・ヒューズ
- シリーズ構成 - スコット・ピーターソン
- ストーリーボード監修 - カイル・メンケ
- アートディレクター - ノーラ・A・マーフィー・バーデン
- キャラクターデザイン - セレステ・モレノ、グレッグ・ギュレル
- プロップデザイン - ボブ・ディーヴァー、ジョン・“フィッシュ”・フィッシャー
- ロケーションデザイン - アレキサンダー・キャンポス、ラッセル・G・チョン、スペンサー・G・デイビス、ブラディ・ルビジェフスキー
- 編集 - アン・ハーティング
- 音楽 - ダニー・ジェイコブ
- 録音監督 - ジェフ・“スワンピー”・マーシュ
- ラインプロデューサー - ブランディ・ヤング
- アニメーション制作 - ディズニー・テレビジョン・アニメーション、ワン・フィルム・プロダクション（英語版）、シナジーアニメーション
- 製作著作 - ディズニー・エンタープライズ

## 挿入歌
9話aパートの「パンツにリスがいるんだよ」、17話aパートの「Meatloaf」、26話bパートの「うわさのリンダナ」は「フィニアスとファーブ」の挿入歌で、そのエピソードの中で一瞬だけ流れた。また、「Togboggan of Love」は、「フィニアスとファーブ」の挿入歌「Boat of Romance」のパロディ。22話には、コラボエピソードの為「フィニアスとファーブ」の挿入歌が一部登場している。また、挿入歌のないエピソードはリストから除外。

## 特別放送概要
ディズニー・チャンネル内での特別編成では、新エピソードや特別エピソードが放送された。
マイロ・マーフィーの法則 びっくり先行放送（2017年2月13日〜17日）
第1話から第5話まで先行放送が行われた。
新番組「マイロ・マーフィーの法則」連続放送 (2017年4月16日)
「家族旅行／ラード・ワールドへようこそ」が日本初放送として放映された。この日より、レギュラー放送が開始した。
マイロ・マーフィーの法則 おもいっきり 新作サマー（2017年7月21日）
第1話から1話連続放送が行われ、第11話として「消防車の大暴走／ラマ事件」が新エピソードとして放映された。
ディズニー・チャンネル 謹賀ワン年 マイロ・マーフィーの法則 連続放送（2018年1月8日）
ディーオージーが活躍するエピソードが5話連続で放映された。
マイロ・マーフィー 新作パニック ピスタチオンパレード！（2018年4月22日）
「未来を守れ！」が新エピソードとして放映された。
ディズニー・チャンネル ハロウィーン (2018年10月8日)
第20話「最後のハロウィーン」が日本初放送として放映された。
マイロ・マーフィー おもいっきり！ フィナーレの法則（2019年9月8日）
「居残りは最高／公園の大掃除」「脱出／宇宙に行ったマイロ」の他、最終エピソードとなる「宇宙のマイナスの確率イオン」が日本初放送として放映された。

## 「フィニアスとファーブ」とのクロスオーバー
2017年7月21日に発表された『フィニアスとファーブ』とのコラボエピソード。
タイトルは「フィニアスとファーブ現象」、原題は「The Phineas and Ferb Effect」。
シーズン１フィナーレ"未来を守れ！"のラストで、ドゥーフェンシュマーツ博士が登場したその後のエピソード。
シーズン2の最初のエピソードで、1時間スペシャル。アメリカでは2019年1月、日本では2018年8月10日に初放送。どちらも各国のディズニー・チャンネルで放送された。尚、アメリカでの当初の放送予定日は2018年4月だったが、数回変更された。まず同年6月に変更され、のちに8月と発表された。しかし、その後2019年1月に変更され、最終的には2019年1月5日に決定し、放送された。
また、2018年4月22日と5月19日に予告編として本編の映像が一部発表された。その後、6月15日にディズニー・チャンネルの情報で、タイトルが「フィニアスとファーブ現象」であると発表。また、8月5日にはキャストたちのトークショー&試写会も行われた。
ストーリーは、「フィニアスとファーブ」のキャラクターたちと共に、街を乗っ取ったピスタチオンたちと戦う流れである。